# ブランコ・ストルパル
ブランコ・ストルパル（Branko Strupar、1970年2月9日 - ）は、ベルギーの元サッカー選手。元ベルギー代表。ポジションはフォワード。

## 来歴
1999年8月にベルギー代表デビュー。自国開催のUEFA EURO 2000ではグループステージ全3試合に出場した。2002 FIFAワールドカップのメンバーにも選ばれ、2試合に出場した。ベルギー代表で通算17試合に出場、5得点をあげた。

## 代表歴

### 出場大会
- ベルギー代表
  - 2002 FIFAワールドカップ

### 試合数
- 国際Aマッチ 17試合 5得点（1999年-2002年）[1]

| ベルギー代表 | 国際Aマッチ | 国際Aマッチ |
| 年           | 出場        | 得点        |
| ------------ | ----------- | ----------- |
| 1999         | 5           | 4           |
| 2000         | 7           | 1           |
| 2001         | 0           | 0           |
| 2002         | 5           | 0           |
| 通算         | 17          | 5           |